# Munther Abdulla
Munther Abdulla (12 gennaio 1975) è un ex calciatore emiratino, di ruolo centrocampista.